# Oxyfidonia
Oxyfidonia là một chi bướm đêm thuộc họ Geometridae.